# Steinway D-274

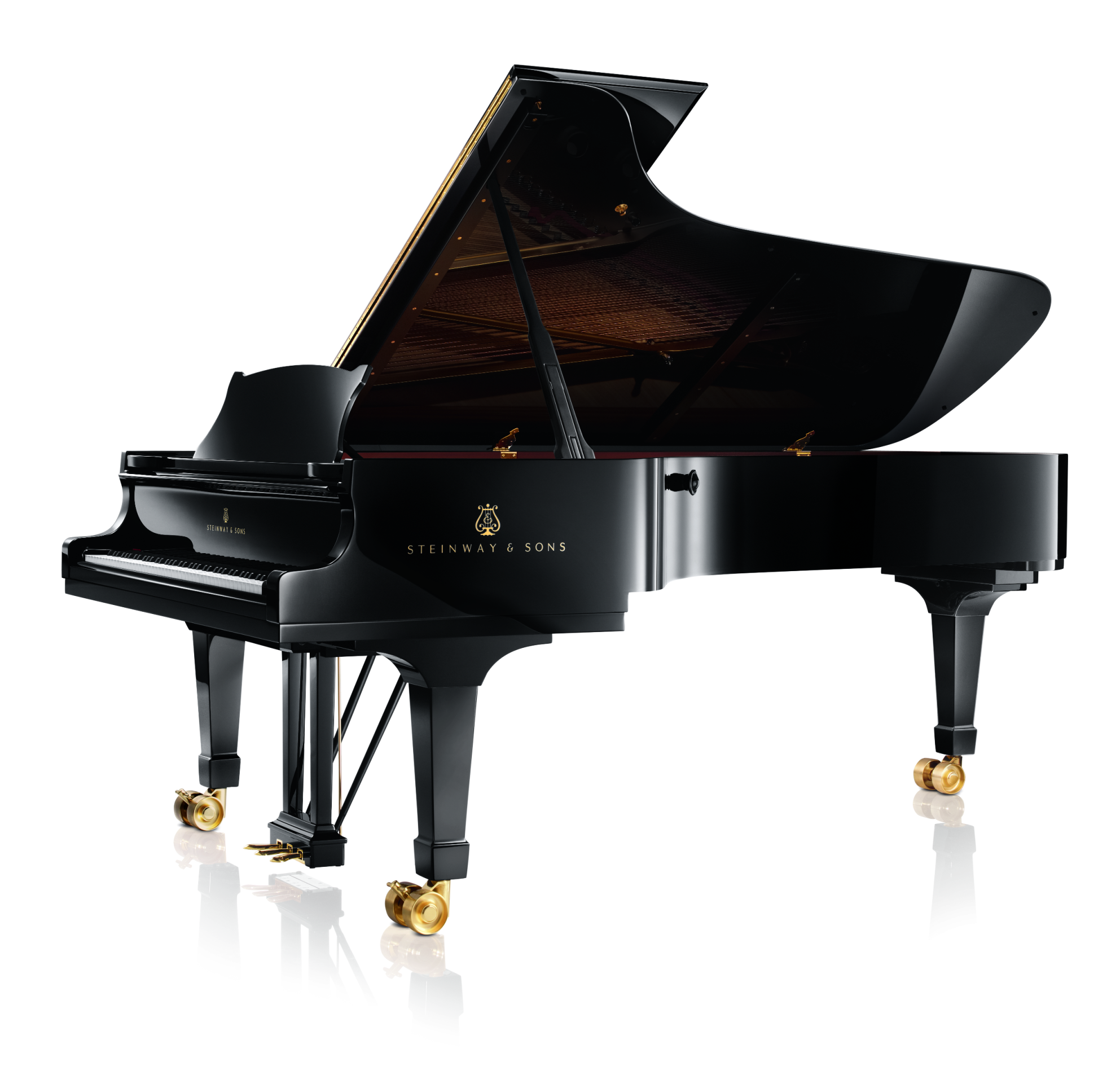
Flügelmodell D-274 aus der Steinway-Fabrik Hamburg

D-274 (oder D) ist der Modellname des größten Konzertflügels von Steinway & Sons. Er wurde in der heutigen Version erstmals 1884 gebaut und hat in der modernen Bauart eine Länge von 274 cm und ein Gewicht von 500 kg.

## Design
Die meisten kritischen Designelemente des D-274 wurden zum Ende des 19. Jahrhunderts entwickelt und haben sich seither nur wenig geändert. Hierunter fallen die Mechanik der Klaviatur und die Auslegung der Saitenlängen, die von Henry Steinway Jr., einem Sohn des Unternehmensgründers Henry E. Steinway, entwickelt worden waren; das laminierte Gehäuse aus Holz, der gegossene Eisenrahmen und auch die Hammerausrüstung, die sämtlich auf Patente von C. F. Theodore Steinway zurückgehen, eines weiteren Sohnes des Firmengründers; sodann einige Elemente des Gehäuses, zuerst gebaut von Albert Steinway, ebenso eines Sohnes Henrys; und der Resonanzboden, gebaut nach einem Patent des jüngeren Familienmitgliedes Paul Bilhuber.

## Geographischer Ursprung und besondere Instrumente

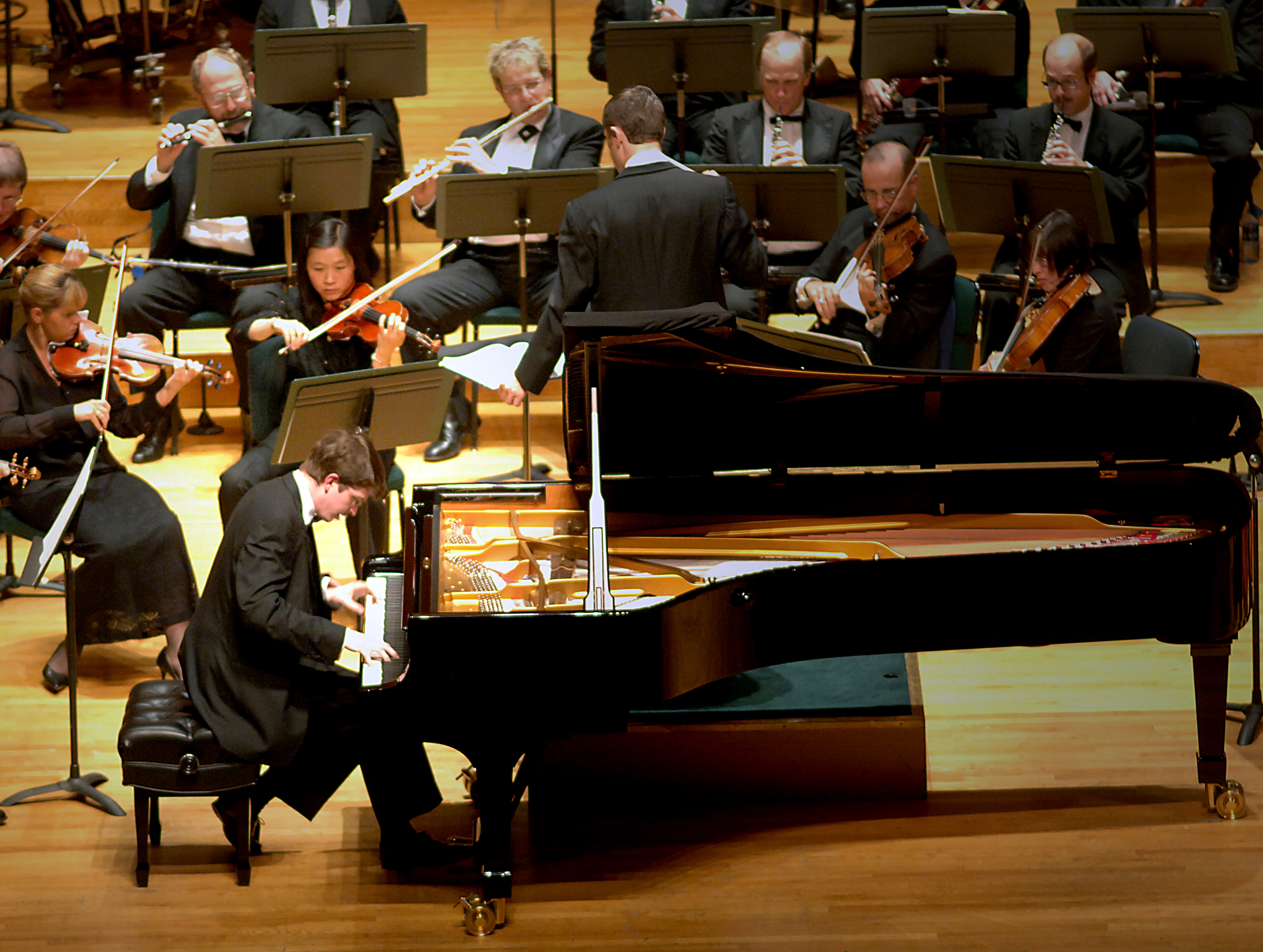
Steinway D-274 aus Hamburg

Steinway fertigt den D-274 in zwei Fabriken, eine in Queens (New York City), und die andere in Hamburg. Die New Yorker und Hamburger D-274 unterscheiden sich äußerlich sichtbar in mehreren Gestaltungsmerkmalen, u. a. in der Form des Klaviaturgehäuseabschlusses sowie in der Form der Tastenklappe und des Notenpultes. Ebenfalls unterschieden sich bis 2014 Lyra und Flügelbeine. 2014 wurde die New Yorker Variante der Hamburger Ausführung angeglichen. Im Inneren des Instrumentes sind es die Hamburger Innenzarge mit sichtbarer Holzstruktur unter klarem Polyester, einige Schrauben des Gussrahmens, die Mechanikteile und Hammerköpfe, welche sich unterscheiden. Die amerikanischen Instrumente tragen zumeist ein seidenmattes Schwarz, die Flügel aus Hamburg eine hochglänzende Polyester-Oberfläche, den sogenannten „Klavierlack“. In den letzten Jahren erfolgten einige Angleichungen der New Yorker Modelle an Hamburger Standards, sowohl hinsichtlich der Verarbeitungsqualität als auch einiger Designmerkmale; so werden auch New Yorker-D-Flügel inzwischen serienmäßig mit großen, zweifach gebremsten Konzertflügelrollen und entsprechend angepassten Flügelbeinen gefertigt. Die Fabrikation in New York wurde 2013/14 für die Variante mit optionalem Polyester-Finish eingerichtet.
Unterschiede in der Klangcharakteristik und der Spielart der Instrumente führen oft dazu, dass Künstler entweder ein Instrument aus Queens oder eines aus Hamburg bevorzugen; Vladimir Horowitz zum Beispiel bevorzugte einen New Yorker D-274, während Marc-André Hamelin, Alfred Brendel, Arcadi Volodos, Mitsuko Uchida, Burkard Schliessmann und Artur Rubinstein das Hamburger Produkt bevorzugten. Sergei Rachmaninoff kaufte drei D-274, sämtlich New Yorker Instrumente, für seine Wohnungen in den Vereinigten Staaten, aber er ließ sich einen Hamburger D-274 in seiner Schweizer Villa installieren. Der Unterschied zwischen den New Yorker und Hamburger D-Modellen ist heutzutage weniger bemerkenswert als die individuellen anschlagstechnischen und klanglichen Unterschiede zwischen den einzelnen Instrumenten – unabhängig vom Produktionsstandort. Der Pianist Emanuel Ax sagt: „Die Unterschiede haben mehr mit den individuellen Instrumenten und weniger mit dem Herstellort zu tun.“
Verschiedene Künstler waren bekannt dafür, dass sie eine besondere Nähe zu einem einzelnen D-274-Instrument entwickelten. Beispiele sind die folgenden:
- Sergei Rachmaninoff zeichnete alle seine Einspielungen für Victor in New York auf den D-274 der Seriennummern 147.681 und 194.597 auf.[6] Als die Zenph Studios es sich zur Aufgabe machten, mittels moderner Playback-Techniken diese Aufnahmen zu digitalisieren, wählte das Unternehmen einen D-274 von 1909 aus, die Nr. 133.291, als stützendes Instrument. Das restaurierte Klavier ist an prominenter Stelle auf der Website von Steinway zu sehen.[7]
- Vladimir Horowitz favorisierte einen D-274, den er "Beauty" nannte. Dieser Flügel war ein Geschenk von Steinway zu seiner Hochzeit. Horowitz war der erste Pianist, der im Wesentlichen nur auf seinem eigenen Flügel konzertierte. Als das Instrument so verschlissen war, dass es nicht mehr gewartet und gestimmt werden konnte, beauftragte er den Klavierbauer Joseph Pramberger, es komplett neu aufzubauen.[8] Die Spielmechanik des heutzutage berühmten Horowitz-Flügels ist extrem leichtgängig eingestellt, was den Pianisten einiges an Eingewöhnung abverlangt. Das Instrument wurde nach dem Tode Horowitz’ von seiner Witwe dem Hersteller zurückgegeben und bereist heute zu Werbezwecken den mit Steinway vertraglich verbundenen Klavierhandel.
- Glenn Gould behielt eine sehr bekannte Präferenz für den D-274 mit der Konzertflügel-Nummer CD 318-C, den er 1946 in einem Versandlager in Toronto in verschlissenem Zustand, bereit zur Rücksendung an die Fabrik vorfand. Er beauftragte den Techniker Verne Edquist, das Instrument zu restaurieren, und ließ es zu jedem Konzert transportieren, bei dem er spielte. Der Flügel überstand während eines Transportes 1971 sogar einen Gussplattenriss, als Gould ein Konzert mit dem Orchester in Cleveland spielte. Jahrelang versuchte Edquist den Schaden zu reparieren, und, da ihm das nicht gelang, brachte ihm dies sehr viel Ärger mit Glenn Gould ein.[9] Der Flügel mit der Nummer CD 318-C (Konzertprogramm-Bezeichnung von Steinway, die Seriennummer ist eine andere) existiert weiterhin in beschädigtem Zustand, er wird in Ottawa an der Library and Archives Canada aufbewahrt, eine Institution, die auch das Glenn-Gould-Archiv beherbergt.[10]
- Die Pianistin Olga Samaroff kaufte eigens einen D-274, um die Firmenpolitik zu umgehen, die ihr das Aufnehmen von Musik mittels eines kleineren Instrumentes abverlangte. Auf diesem Instrument spielte sie ihre Aufnahmen der späten akustischen Ära für Victor ein, nachdem sie sich eigens in Seal Harbour, Maine, eine Wohnung beschafft hatte, die groß genug für den Konzertflügel war.[11]

## Spezielle Ausgaben und Rekordpreise
In den ersten drei Dekaden des 20. Jahrhunderts, dem Zeitalter der pneumatisch gesteuerten Selbstspielklaviere, lieferte Steinway neben zehntausenden meist kleinerer Flügel (O- und M-Größe) auch insgesamt zehn D-Flügel mit verlängerten Gehäusen an Firmen wie die Aeolian Company, die American Piano Company, Hupfeld und Welte, welche ihre Selbstspielsysteme installierten und die Instrumente dann in Eigenregie vertrieben. Diese auf dem verlängerten D-Modell basierenden Reproduktionsklaviere sind mit 290 cm die größten, wenn auch nicht schwersten Flügel, die Steinway je in Serie fertigte; deren Länge wurde erst 80 Jahre später vom Konzertflügelmodell F308 des italienischen Herstellers Fazioli übertroffen.
Steinway baute immer wieder Instrumente des Typs D-274 mit kunsthandwerklich gestalteten Gehäusen (Art Case), welche auffällige Designmerkmale wie Schnitzwerk oder Abweichungen vom üblichen Farbschema aufweisen.

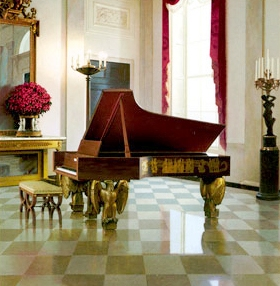
Steinway D Nr. 300.000 im Weißen Haus

Bislang prestigeträchtigster Steinway D ist wohl der am 10. Dezember 1938 von Theodore Steinway an den Präsidenten der Vereinigten Staaten Franklin D. Roosevelt übergebene Flügel im Weißen Haus mit der Seriennummer 300.000, dessen Gehäuse die D-typische Länge um etwa 18 cm übertrifft. Das Art-Case-Design stammt von dem New Yorker Architekten Eric Gugler, unter Mitwirkung des befreundeten Roosevelt. Die Flügelbeine – in Anlehnung an das Große Siegel der Vereinigten Staaten beziehungsweise das Dienstsiegel und die Standarte des US-Präsidenten in Gestalt des Weißkopfseeadlers – schuf der britisch-amerikanische Bildhauer Albert Stewart, die Blattgoldeinlagen der amerikanische Wandmaler Dunbar Beck. 1979 wurde das Instrument bei Steinway New York überholt. Es stand bis 1989 im East Room und seitdem im Großen Foyer als imposantester von zahlreichen Flügeln im Weißen Haus. Dieses Foto von Zhen-Huan Lu wurde 2002 für die White House Holiday Greeting Card verwendet. Dieser „Staatsflügel“ ersetzte den 1903 anlässlich des 50. Firmenjubiläums produzierten und Präsident Theodore Roosevelt übergebenen Golden Steinway D-274 mit der Seriennummer 100.000, welcher heute im Smithsonian in Washington, D.C. ausgestellt ist.

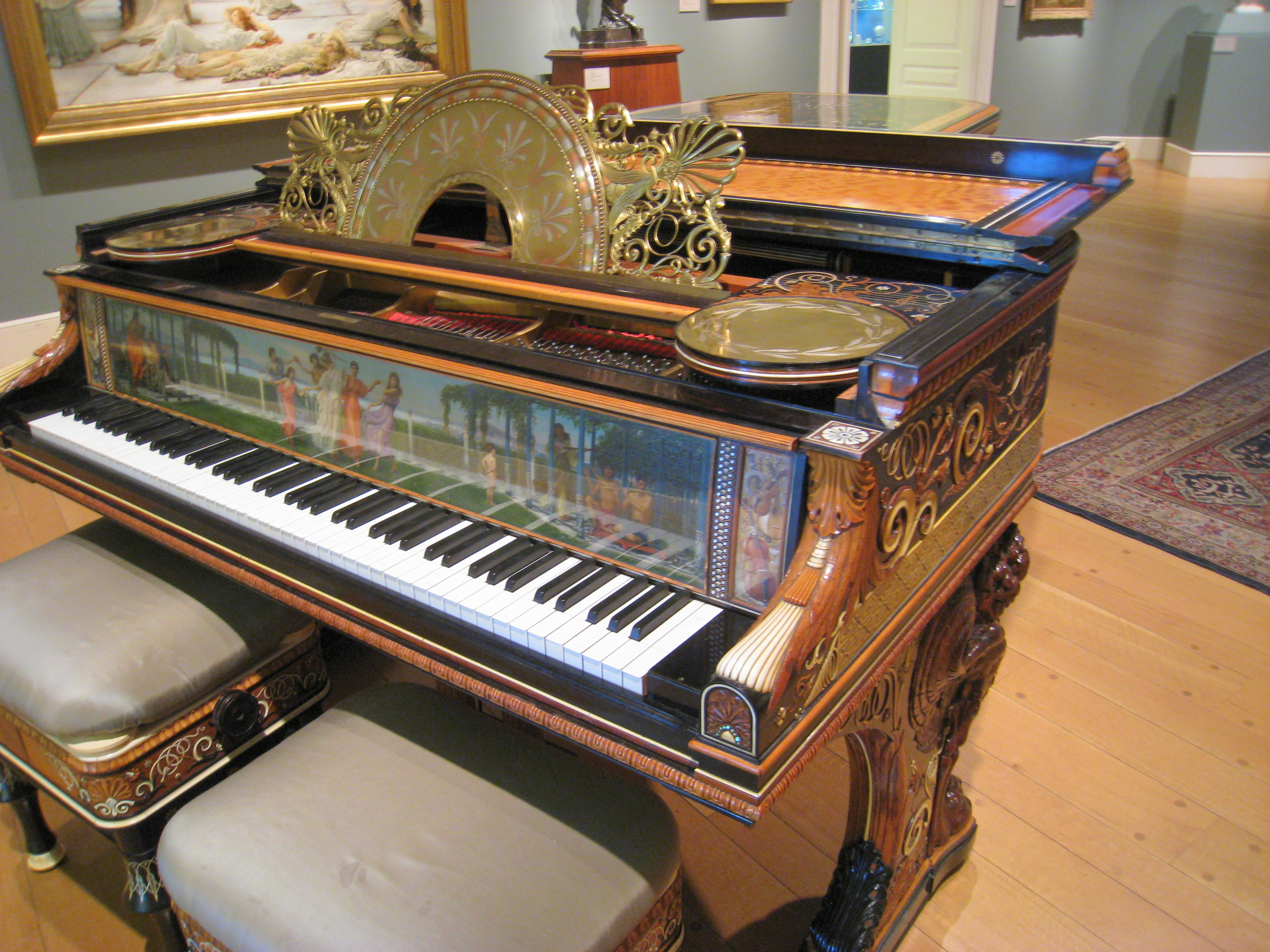
Steinway D von Alma-Tadema

Der weltweit bislang teuerste, jemals bei einer Auktion versteigerte Flügel ist der von dem niederländisch-britischen Maler Sir Lawrence Alma-Tadema gestaltete, 1883–1887 im New Yorker Werk für den späteren Präsidenten (1889–1902) des Metropolitan Museum of Art in New York City, Henry Gurdon Marquand, gebaute D-274 mit der Seriennummer 54.538. Dieser erzielte bei Christie’s in London 1997 einen Preis von umgerechnet 1,2 Millionen US-Dollar. Mit diesem Rekord brach Steinway seinen eigenen vorigen Rekorderlös von 390.000 $. 2002 stellte Steinway eine Kopie dieses Modells mit der Seriennummer 554.538 fertig. Das Original mit zwei zugehörigen Flügelbänken ist heute Teil der Sammlung des Sterling and Francine Clark Art Institute in Williamstown (Massachusetts).
Der in der Herstellung bislang teuerste D-Flügel ist das 2007–2010 in Hamburg für den chinesischen Unternehmer, Kunstsammler und Musikliebhaber Guo Qingxiang angefertigte „Art Case“-Modell „Sound of Harmony“. Das Gehäuse einschließlich Innenzarge, Deckel, Notenständer, Tastenklappe sowie die zugehörige Doppelflügelbank dieses Unikats zeigen Fasanen-Motive des chinesischen Künstlers Shi Qi in aufwendiger Intarsientechnik aus tausenden, teils winzigen Stücken von nahezu vierzig Furnierholzarten aus aller Welt. Flügel und Sitzbank haben gedrechselte Zwillingsbeine.
Lang Lang trat in der Show Wetten, dass..? mit einem hochglanzroten D-274 auf – in chinesischer Glücksfarbe.

## Geschichte
Bereits vor der Auswanderung der Familie in die USA fertigte der Gründer Heinrich Steinweg 1836 einen Flügel, der als „Küchenflügel“ in einer Reproduktion in der „Steinway Hall“ in New York existiert. 1839 konnte Heinrich Steinweg dann sehr gute Flügel an den Herzog von Braunschweig zu einem hohen Preis verkaufen, obschon er wegen seiner Militärdienstzeit und mangels Lehre nicht Mitglied der sonst verpflichtenden Kunstschreiner-Gilde war. Solche Flügel mit eingeschränkter Klaviatur von nur 6 oder 6,5 Oktaven und zweifacher Besaitung sind in ihrer Kraft noch nicht vergleichbar mit dem D-Konzertflügel.
Konzertflügel heutiger Größe eignen sich für ein Auditorium von 2.000 bis 3.000 Menschen. In der Royal Albert Hall werden gar vor 8.000 Zuhörern Klavierkonzerte gegeben. Dies wurde erst in den 1860er Jahren möglich, als die Flügel vermehrt Rahmen aus Gusseisen erhielten, um dem immer größeren Saitenzug Widerstand leisten zu können. Die Endform der Konzertflügel war 1875 mit dem sogenannten „Vollpanzer“-Konzept gefunden: ein Konzertflügel mit einem Rahmen, der den Stimmstock komplett abdeckt.
Ein solcher einteiliger Rahmen fand sich zwar bereits bei den ersten Tafelklavieren von Steinways Anbeginn 1853 in New York, war jedoch in Flügelgrößen zu jener Zeit mangels Fortschritt der Gießereitechnik erst noch nicht zu finden. Diesen einteiligen Rahmen für Flügel entwickelte Henry Steinway und konnte ihn mitsamt der revolutionären Bassüberkreuzung 1859 zum Patent anmelden. Ein solcher Rahmen mit Stimmstock-Abdeckung gewährleistet – auch abseits des Konzertbetriebs – eine Stimmstabilität, die solche Instrumente gegebenenfalls auch im privaten Umfeld einsetzbar macht.
Diese Instrumente integrierten erstmals sämtliche auch heute relevanten Merkmale großer Konzertflügel. Steinway hatte die Bassüberkreuzung bei Flügeln, den abgedeckten Stimmstock, die Duplex-Skala und das Mechanikgestell entwickelt, die für Steinway patentiert wurden. Vater und Söhne Steinway waren stets begierig, alles im Klavierbau für gut Befundene in ihre Instrumente zu integrieren.
Bei der Weltausstellung zur Hundert-Jahre-Feier der US-Verfassung 1876 in Philadelphia fanden mehrere Wettbewerbe statt, unter anderem einer um das beste Klavier. Zwei Flügel mit den oben genannten konstruktiven Eigenschaften sandte Steinway in den Wettbewerb.
Dieses Bestreben nach Vollkommenheit („To build the best piano possible“; Steinways Firmenmotto) wurde auf der Weltausstellung mit der Goldmedaille belohnt, die Steinway gegen die etablierte Konkurrenz der anderen, vorrangig amerikanischen Klavierhersteller wie Chickering und Weber erlangte. Der mit Goldmedaille prämierte Konzertflügeltyp, ein unmittelbarer Vorläufer des D-274, ist heute unter dem Namen „Centennial D Concert Grand“ bekannt. Einerseits ein uraltes Klavier, andererseits jedoch schon von moderner Konstruktion.
Bis 1878 wurde jedoch auch die Konzertflügelgröße noch teils ohne Stimmstockabdeckung parallel gebaut. Bei einem Konzertflügel aus den Jahren 1875 bis 1878 muss daher sehr genau geprüft werden, welchem Bautyp er entspricht; die Seriennummern 33.446 bis 36.000 sind verwechslungsgefährdet – die einzige Zeit bei Steinway, in der zwei Konzertflügeltypen parallel hergestellt wurden.
Die Identifikation von Steinway-Instrumenten aus der Zeit vor 1900 ist Spezialistensache, zumal Steinway selbst auch zur Verwirrung bei der Typenbenennung beiträgt, indem älteren Instrumenten die Typenbuchstaben der Nachfolger zugeschrieben werden – indem Konzertflügel als D-Flügel bezeichnet werden, lediglich weil sie die Konzertflügelgröße haben, auch wenn sie wesentlich älter sind und von gänzlich anderer Konstruktion als die ersten so bezeichneten Konzertflügel D (1878, bzw. konstruktions-identisch ab 1875).
Der erste Schritt vom „Centennial“ zum heutigen D-274 wurde 1878 eingeleitet, als die Flügel von „style“-Nummern (Konzertflügel-Größen: „style 4“ und „style 5“) auf die Buchstaben A, B, C und D umbenannt wurden. Diese Buchstabencodes werden heute häufig als Synonym für die Längenkategorisierung von Flügeln gebraucht. Der technisch unveränderte „Centennial“-Konzertflügel erhielt die Typbezeichnung „D“ („Centennial D“ oder „D-270“). Gleichzeitig wurden die Segment-Gehäuse („constructed case“) aus massiver Eiche mit drei Eckverbindungen hin zu den Zargen – von Steinway als Rim bezeichnet – durch hart aushärtend verleimte, dünne, sehr lange Hartholzdickte (Mahagoni im Wesentlichen) von bis zu 18 Lagen ersetzt, welche – auf einer 1880 von C. F. Theodore Steinway patentierten Vorrichtung verspannt (Screw Clamp for Wood Bending Machines, Rim-Biegeblock) – zum Trocknen gebracht werden (ab 1878 die Flügelmodelle A und B, ab 1880 auch der Konzertflügel D). Der Entfall des aufwendigen und fehleranfälligen Dampfbiegens der Planken, eine möbelbautechnische Vereinfachung der Gehäusemontage und der Verzicht auf lange zu lagerndes Holz für den Gehäusebau – günstig in damaligen Zeiten hoher Nachfrage nach Instrumenten – verbilligten die Herstellungskosten. Darüber hinaus weist die laminierte Zarge eine höhere mechanische Stabilität auf, und die nahtlose, geschwungene Form verleiht dem Instrument eine modernere Anmutung. Die Frage, welche Zargenbauweise die besseren klanglichen Eigenschaften aufweist, gilt als unentschieden. Zwei Drittel der Centennial D besitzen noch ein „zusammengefügtes“ Gehäuse, ein Drittel bereits ein laminiertes.
Die letzten Semikonzertflügel „Style II“ der Größe um 225 cm, die noch den Basiskonstruktionen der verstorbenen Vater Henry E. Steinway und Sohn Henry Junior entsprachen, Vorläufer der C-Flügel, erhielten in zwei Baulängen bereits das moderne Rim-Gehäuse. Bei diesen Entwicklungen begann sich – unter Beibehaltung der hohen klanglichen Qualität – das Bestreben zur Senkung der Fertigungskosten auszuwirken, das vor allem der älteste Sohn C. F. Theodore nach dem Tod seiner zwei Brüder Henry Junior und Charles H. 1865 in das Unternehmen einbrachte. Sowohl der modische Aspekt als auch die Kostenersparnis bewirkten, dass sich diese neue Bauweise nach dem Steinway-System weltweit durchsetzen sollte.
Die dreißigjährige Phase des New Yorker Flügelbaus von 1856 bis 1886 war die entscheidende für alle Steinway-Entwicklungen. Alle heutigen Top-Instrumente wurden bereits in jener Zeit entwickelt und ständig aus den Vorlagen von Erard verbessert – solange, bis dann sämtliche Flügeltypen A bis D die Handschrift (und das Kostenbewusststein) von Theodor Steinway trugen, dem einzigen noch verbliebenen Techniker – denn auch Bruder Albert war 1877 jung verstorben. Solange wurden die Flügel optimiert, bis im Ergebnis aller Wettbewerb von Steinway in den USA marginalisiert bis ausgeschaltet war – nur die europäischen Fertiger, vor allem im deutschsprachigen Raum, konnten noch gegen Steinway bestehen.
Steinway hatte die österreichischen Klavierbauer ausgestochen, auch die französische Konkurrenz, die mit den Namen Boisselot, Gaveau, Hertz und vor allem Erard und Pleyel noch bis 1855 an der Spitze stand, und auch die Engländer mit Collard & Collard sowie die vormals größte Klavierfabrik der Welt, John Broadwood & Sons, waren sämtlich zwar noch existent, aber der Trend aller Käufe ging hin zum „System Steinway“ – eine einzigartige technische Monopolisierung in einem ausreifenden Umfeld.
Steinway brachte den Konzertflügel durch die unablässige Arbeit mehrerer herausragender Techniker in einem wohl unwiederholbaren Tempo (und unterstützt durch ein Genie des Marketings) in jenen Jahrzehnten zu heutiger technischer Reife. Wettbewerber sahen sich abgehängt. Die Konzertflügel D von Steinway begannen ihren Siegeszug auf den Konzertbühnen der Welt. Bis zum Zweiten Weltkrieg konkurrierten Flügel von Bösendorfer, Bechstein und Blüthner mit Steinway in Europa zu annähernd gleichen Teilen. Seit dem Zweiten Weltkrieg ist die Dominanz von Steinways D-Flügeln auf den Bühnen der Welt eindeutig – oder je nach Sichtweise auch erdrückend.
Diese Entwicklung wird auch – bei aller zugestanden hohen Qualität – klanglich teils als Verarmung und Verengung angesehen; nicht jeder Klavierkenner ist mit der Omnipräsenz der Steinway-D-Instrumente auf den Bühnen und der Instrumente des Wettbewerbs, die ebenso dem Klangideal der Steinway D nacheifern, glücklich. Einziger Wettbewerber, der sich noch offen zu einem anderen Unternehmens-Klangbild bekennt, ist Blüthner. Jedoch ist Blüthner mit den Konzertflügeln auf Bühnen nicht sehr präsent.

## Einführung des D-274 heutiger Konstruktion

Steinway Artist Daniel Barenboim, im Alter von 11, spielt auf einem D-274 mit dem Dirigenten Moshe Lustig und dem Gadna Symphonieorchester in Israel am 1. August 1953

1884 wurde die Basssektion des „Centennial D“ von den ursprünglich 17 Basstönen des Centennials und seiner Vorläufer auf die heutigen 20 Basstöne verbreitert. Weitere Änderungen betrafen kleinere Längenmodifikationen. Die allerersten „Rim-D“ von 1884 bis ca. 1895 sind 272 cm lang. 1936 wurde ein konifizierter Resonanzboden (Diaphragmatic Soundboard) nach einem Patent von Paul Bilhuber, eines eingeheirateten Familienmitgliedes der Steinways, eingeführt. In demselben Jahr wurde eine modifizierte Mechanik nach Frederick A. Vietor (Accelerated Action) mit verbessertem Ansprechverhalten patentiert und in der Serienfertigung etabliert. 1961 wurde die Teflon-Buchsenlagerung ("Permafree") der Flügelmechaniken bei den US-Instrumenten eingeführt – eine Änderung, von der die Hamburger Instrumente immer verschont blieben. Großer Druck wurde aus New York auf das Hamburger Management ausgeübt, sich auch den Teflon-Lagerungen zuzuwenden. Druck, dem es nur widerstehen konnte, weil die Hamburger Ertragszahlen deutlich besser waren als die der Fabrik in New York. 1982 wurden die niemals vollständig gelösten Klapperprobleme der Teflonbuchsen bei bestimmten Übergangsjahreszeiten, Temperatur- und Luftfeuchtigkeitsverhältnissen zum Anlass genommen, sie wieder gegen klassische Filzlagerungen auszutauschen. Ab den 90er Jahren wurden die Holzdickten aus Mahagoni im Rim mehr und mehr durch Ahorn ersetzt.
Wenn es auf die Brillanz und Tragfähigkeit des Klanges ankommt, müssen es bei Steinway-D-Flügeln neue Instrumente sein. Neue Instrumente tragen den Klang im Diskant besonders weit; sie verlieren aber, wie alle Konzertflügel der „Rim-“Konstruktion aus verleimten Hartholzblättern, nach einigen Jahren ihre innere Spannung ein wenig und tragen dann nicht mehr so weit. Daher werden diese Instrumente an großen Bühnen nach ca. 10 Jahren vom Bühnenbetrieb „pensioniert“, aufgearbeitet und dem Markt gebrauchter Flügel zugeführt – auf dem sie, gemessen an ihrem Neupreis (209.500 Euro nach Stand Mitte 2023) erstaunlich preiswert gehandelt werden.
Privat nutzt kaum jemand ein so großes und schweres Klavier: einen echten Konzertflügel aufzustellen bedarf nicht nur des Platzes, sondern auch einer angemessenen Raumakustik, um des hohen Schalldruckes Herr zu werden, den Konzertflügel entfesseln können. Immerhin ist der Resonanzboden – die „Lautsprechermembran“ – eines D-274 annähernd zwei Quadratmeter groß.
Der Anteil von D-Instrumenten an allen je gebauten Steinway-Flügeln liegt bei ca. 5 %. Im Vergleich zu anderen Flügelherstellern, bei denen der Anteil von Konzertflügeln (über ca. 240 cm Länge) im Schnitt ca. 1–2 % der Produktion beträgt, ist dies eine hohe Zahl. Sie findet ihre Erklärung in dem seit weit über 130 Jahren betriebenen ausgefeilten Marketing – mittels „Steinway-Artists“-Programmen und den „Flügel-Banken“ in New York, London und Hamburg. Auf den Bühnen der USA sind mehr als 90 % der Konzertflügel Steinway D-274. Von den ca. 600.000 gebauten Steinway-Instrumenten (Stand 2010) sind etwa 25.000 Instrumente vom Typ D-274.
Vom schwereren Ursprungsmodell „Centennial D“ wurden nur 424 Instrumente produziert, von denen lediglich ca. 30 noch bekannt sind.
Zu weiteren Details der technischen Änderungen in Design und Fertigung bei den Flügeln siehe die Genealogie der Steinway-Flügel.

## Der D-Flügel in der Populärkultur

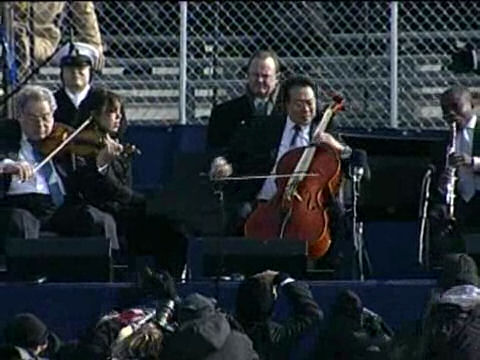
Die Inaugurationszeremonie (Amtseinführung) von Barack Obama

D-274 wurden bei einer Vielzahl von Ereignissen der Popmusik, in etlichen Musikrichtungen und in vielen Medien verwendet. Einige wenige Beispiele:
- Die Super Bowl XLIV am 7. Februar 2010 wurde mit einem Musikvideo unter Beteiligung von Rihanna, Jay-Z, E.S. Posthumus und dem Rutgers Symphony Orchestra erstellt. Der Flügel D-274, der am Anfang des Videos zu sehen ist, wurde von der „Concert & Artist Division“ von Steinway, ansässig in der Steinway Hall in Manhattan, gestellt.[29][30]
- Bei der Zeremonie zum Nobelpreis 2009 für den US-Präsidenten Barack Obama am 10. Dezember 2009 spielte der Steinway-Künstler Lang Lang auf einem D-274 die „Liebesträume“ von Franz Liszt.[31]
- Die Inaugurationszeremonie (Amtseinführung) von Barack Obama am 20. Januar 2009 wurde bestritten mit einer Aufführung von John Williams Komposition „Air and Simple Gifts“ des Cellisten Yo-Yo Ma, des Violinisten Itzhak Perlman, der Pianistin Gabriela Montero und des Klarinettisten Anthony McGill. Gabriela Montero spielte auf einem D-274.[32]
- In der Ellen-DeGeneres-Show am 17. November 2008 spielte die damals sieben Jahre alte Emily Bear auf einem D-274 ihre Eigenkomposition Once Upon A Wish, die sie der Heirat von Ellen DeGeneres und Portia de Rossi gewidmet hatte.[33]
- In der NBC-„Today“-Show am 18. Oktober 2007 spielte Lola Astanova einen D-274.[34][35]
- In einer im Herbst 2007 gesendeten Werbesendung nutzte die Texas Christian University ihren Status als All-Steinway School, um für sich zu werben. Die Werbesendung zeigte einen D-274.[36]

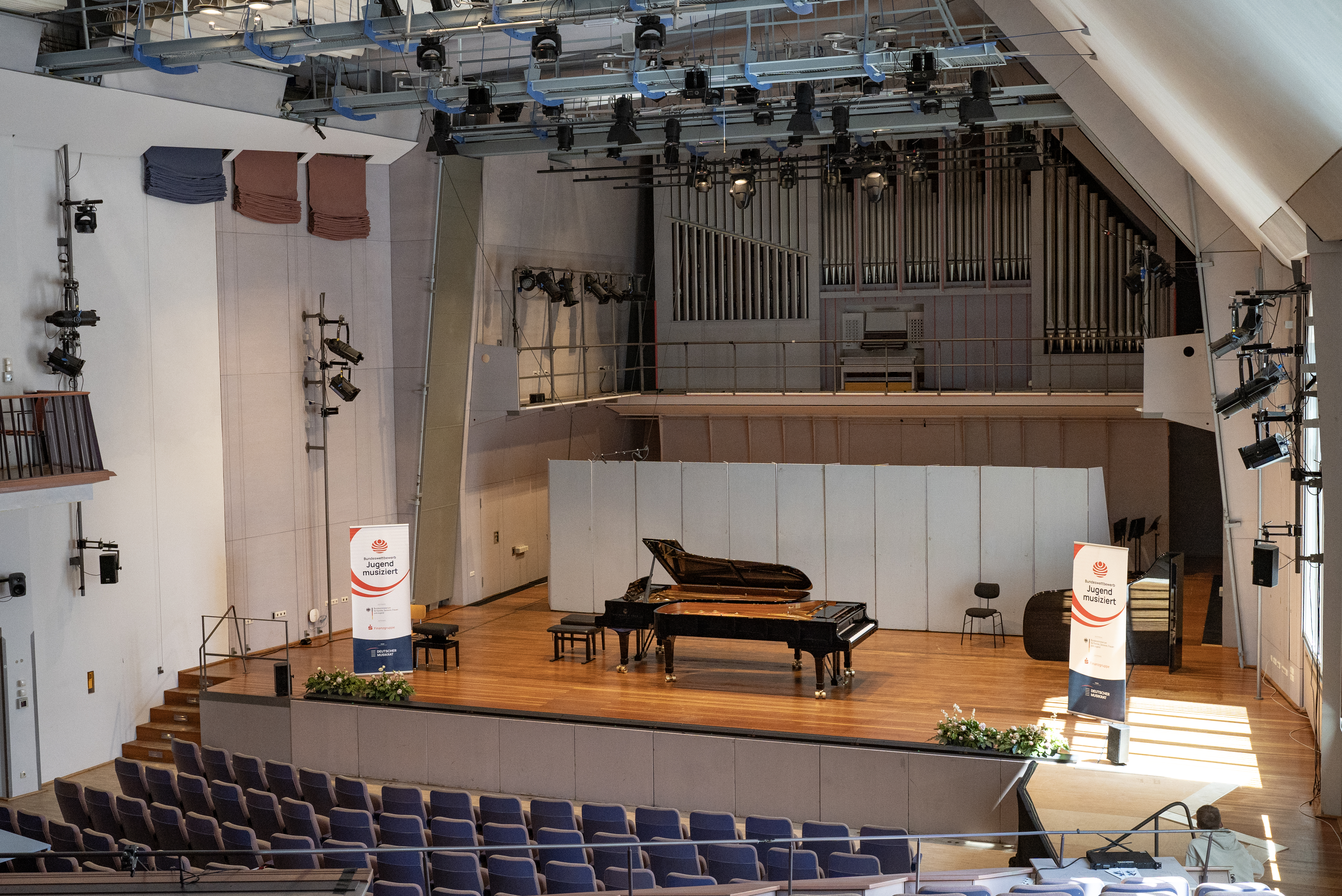
Steinway im großen Saal der Musikhochschule Lübeck beim 61. Bundeswettbewerb von Jugend musiziert

- Steinway im großen Saal der Musikhochschule Lübeck beim 61. Bundeswettbewerb von Jugend musiziertBeim internationalen Tschaikowsky-Wettbewerb können die Teilnehmer der Klavierkategorie ihr Instrument unter fünf Klaviermarken auswählen. Einer davon ist der Steinway D-274.[37]

## „Konzertflügel-Bank“
Zur Ausstattung reisender Pianisten und in dem Wissen darum, dass jeder D-274 ein wenig anders ist in seiner Charakteristik, unterhält Steinway eine Sammlung von D-274 in sogenannten „Konzertflügelbanken“ rund um die Welt; insbesondere unterhält das Unternehmen jeweils mehr als 40 Konzertflügel im Untergeschoss der Steinway Hall in Manhattan. Solche Pianos erhalten einen „CD“-Code, und sie bekommen andere größere Namensbuchstaben, die in ihrer Wirkung darauf berechnet sind, aus größerer Distanz gelesen werden zu können. Ein Pianist, der eine dieser Flügelbanken besucht, darf aus einer Reihe von D-274 auswählen, je nach Geschmack, gleich, ob er öffentlich auftritt oder Aufnahmen in einem Musikstudio einspielt. Steinway bereitet das ausgewählte Instrument vor und transportiert es, der Künstler trägt die Kosten dieses Services.
Wie schon oben angemerkt, entwickelten einige Künstler eine Affinität zu besonderen Instrumenten, die in diesem Programm enthalten sind. Dieser Service des Herstellers führte dazu, dass die Pianistin Olga Samaroff einen solchen D-274 kaufte, mit dem sie ihre Aufnahmen einspielte.
Im Konzertflügelverleihservice befindet sich auch der allererste moderne D-Flügel aus dem Jahre 1884. Er war wegen einiger Details bei einer Inzahlungnahme den Steinway-Technikern aufgefallen. Eine Überprüfung seiner Seriennummer in den „Number Books“, den seit 1835 fortgeschriebenen Auslieferungsbüchern, ergab, dass es sich um das erste D-Konzertinstrument nach der neueren und bis heute aktuellen Konstruktion handelt. Der Flügel wurde angekauft, überarbeitet und dann dem Verleihbestand zugeführt. Er trägt seither die Nummer CD-001 (Concert D No.1). Der Flügel ist stark nachgefragt, vor allem für Aufnahmen in Tonstudios.

## Artikel, Bücher und Filme über die Fertigung der Konzertflügel

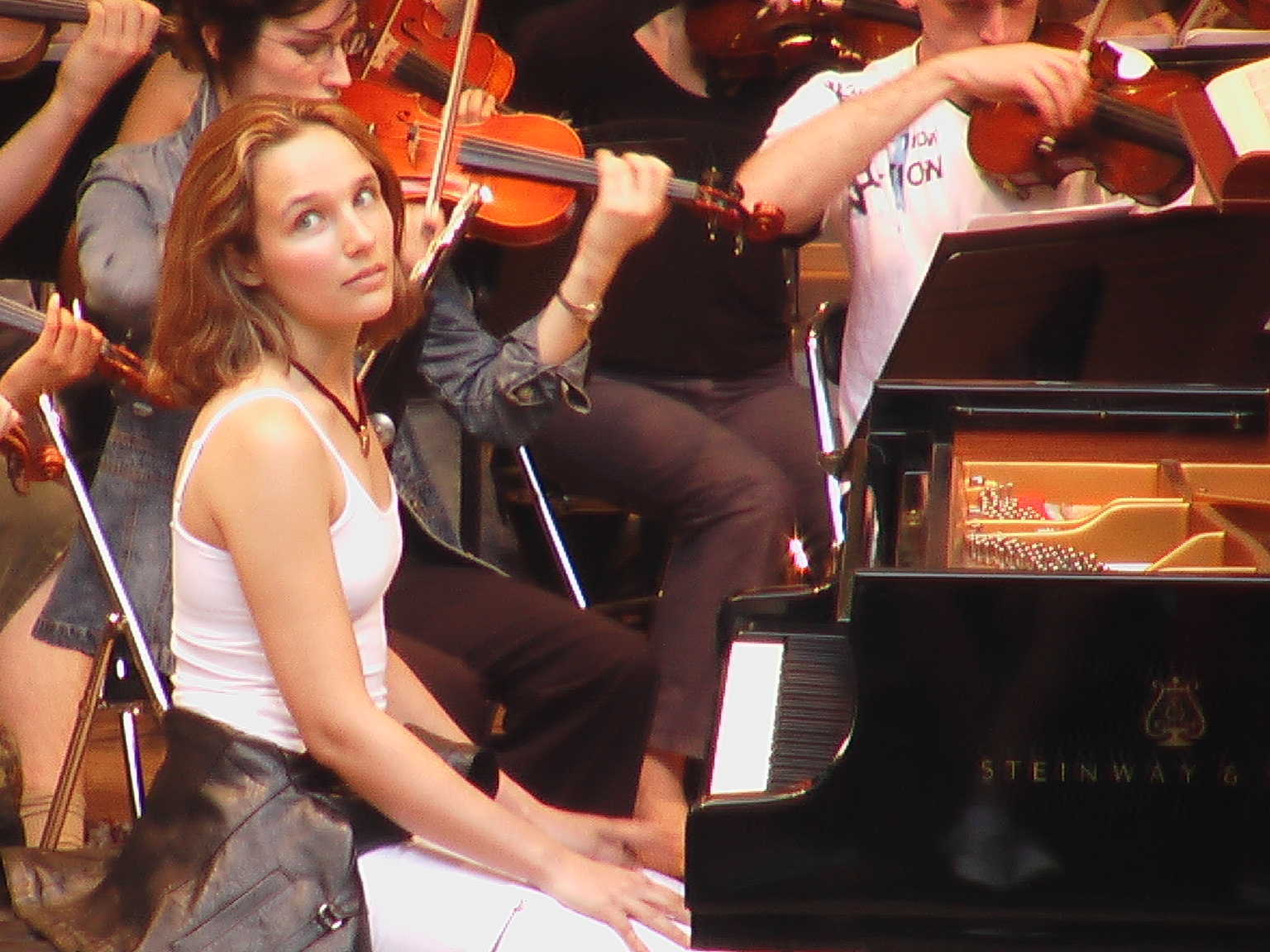
Hélène Grimaud an einem Hamburger D-Flügel

Mehrere Berichte, Zeitungsartikel, Bücher und Filme beschreiben im Detail die Prozesse, mit denen Steinway die Konzertflügel D-274 herstellt.
1982 schrieb Michael Lenehan einen Artikel in der Atlantic Monthly über den Bau eines D-274 mit Baunummer K 2571, der nach seiner Aufnahme in die „Konzertflügelbank“ als CD-129 bekannt wurde. Der Artikel, der in die Zeit des Verkaufs von Steinway an CBS fällt, beschreibt viele Arbeitsweisen, die aus dem 19. Jahrhundert überliefert sind, meistens fokussiert auf einzelne Werker. Der Artikel erwähnt auch Bestrebungen, die Produktion in einigen Aspekten zu modernisieren.
Eine überarbeitete Version dieses Artikels wurde 1997 ins Internet gestellt. Die Überarbeitung schreibt sowohl die persönlichen Geschichten der einzelnen Beschäftigten als auch die Geschichte von Steinway fort.
In jüngerer Zeit erschien in der New York Times eine Serie von Artikeln, zuletzt publiziert in Buchform, die die Fertigung eines Konzertflügels D-274 begleiten, der die Baunummer K 0862 hat.
Noch jüngeren Datums ist der Dokumentarfilm mit dem Titel Note by Note: The Making of Steinway L1037, der dem Bau eines D-274 über mehr als ein Jahr folgt, von der Auswahl des Holzes in Alaska bis zur Ausstellung des fertiggestellten Instruments in Manhattans Steinway Hall. Der Film hatte seine Uraufführung beim New Yorker Filmforum im November 2007 und führte zu allgemein positiven Bemerkungen. Gezeigt werden Diskussionen und Demonstrationen von Steinway-Instrumenten allgemein und des D-274 im Besonderen, mit Henry Z. Steinway und den Pianisten Pierre-Laurent Aimard, Kenny Barron, Bill Charlap, Harry Connick, Jr., Hélène Grimaud, Hank Jones, Lang Lang und Marcus Roberts.